# Pensionsharmonisierung
Pensionsharmonisierung ist ein Schlagwort in der politischen Diskussion Österreichs.
Es bezeichnet die Angleichung der unterschiedlichen Pensionssysteme von Angestellten, Selbständigen und Bauern. Gleiche Beiträge sollen zukünftig gleiche Leistungen zur Folge haben. (Der Begriff Pension in Österreich entspricht dem deutschen Begriff Rente, daher auch Pensionist statt Rentner. Beamte im Ruhestand erhalten in Österreich einen Ruhebezug.)
Durch verschiedene Pensionsreformen, insbesondere durch die Verabschiedung des Allgemeinen Pensionsgesetzes soll dieses Ziel erreicht werden.
Das Wort wird auch als Euphemismus für Leistungssenkungen kritisiert.
Pensionsharmonisierung war in Österreich das Wort des Jahres 2004.